# Palpares incommodus
Palpares incommodus is een insect uit de familie van de mierenleeuwen (Myrmeleontidae), die tot de orde netvleugeligen (Neuroptera) behoort. 
Palpares incommodus is voor het eerst wetenschappelijk beschreven door Walker in 1853.